# Becky Holliday
Becky Holliday (ur. 13 grudnia 1980 w Sacramento) – amerykańska lekkoatletka specjalizująca się w skoku o tyczce.
Karierę sportową rozpoczęła od gimnastyki.
Złota medalistka mistrzostw NACAC w kategorii seniorów (San Salvador 2007).
Medalistka mistrzostw USA. W 2003 została mistrzynią NCAA oraz odpadła w eliminacjach (20. miejsce) podczas rozgrywanych w Paryżu mistrzostw świata. 
W 2010 był piątą zawodniczką pucharu interkontynentalnego w Splicie. Rok później zdobyła brązowy medal igrzysk panamerykańskich. W 2012 zajęła 9. miejsce w konkursie finałowym podczas igrzysk olimpijskich w Londynie.

## Rekordy życiowe
- skok o tyczce – 4,60 (2010 i 2015) / 4,61d (2011)
- skok o tyczce (hala) – 4,58 (2014)